# Kuhaiiv, Pustomîtî
Kuhaiiv (în ucraineană Кугаїв) este un sat în comuna Vovkiv din raionul Pustomîtî, regiunea Liov, Ucraina.

## Demografie
Componența lingvistică a localității Kuhaiiv
     Ucraineană (97,66%)
     Rusă (2,34%)
Conform recensământului din 2001, majoritatea populației localității Kuhaiiv era vorbitoare de ucraineană (97,66%), existând în minoritate și vorbitori de rusă (2,34%).